# Copa de Algarve 2018
La Copa de Algarve de 2018 fue la vigésimo quinta edición de este torneo. Es una competición anual de fútbol femenino organizada en la región de Algarve en Portugal.
El título de campeón acabó siendo compartido entre Países Bajos y Suecia al haberse cancelado la final debido a fuertes lluvias.

## Equipos participantes
| Equipo        | FIFA Rankings (diciembre de 2017) |
| ------------- | --------------------------------- |
| Australia     | 4                                 |
| Canadá        | 5                                 |
| Países Bajos  | 7                                 |
| Japón         | 9                                 |
| Suecia        | 10                                |
| Dinamarca     | 12                                |
| Noruega       | 14                                |
| Corea del Sur | 14                                |
| China         | 16                                |
| Islandia      | 20                                |
| Rusia         | 25                                |
| Portugal      | 38                                |

## Fase de grupos

### Group A
| Equipo    | Pts | PJ | PG | PE | PP | GF | GC | DG |
| --------- | --- | -- | -- | -- | -- | -- | -- | -- |
| Australia | 7   | 3  | 2  | 1  | 0  | 6  | 3  | 3  |
| Portugal  | 7   | 3  | 2  | 1  | 0  | 4  | 1  | 3  |
| Noruega   | 3   | 3  | 1  | 0  | 2  | 5  | 6  | −1 |
| China     | 0   | 3  | 0  | 0  | 3  | 1  | 6  | −5 |

| 28 de febrero, 15:00 (UTC±00) | Portugal                       | 2:1     | China        | Estadio Municipal, Lagos |                          |
|                               | - C. Mendes 60' - C. Costa 85' | Reporte | Xu Yanlu 57' | Árbitra: Marianela Araya | Árbitra: Marianela Araya |

| 28 de febrero, 18:30 (UTC±00) | Australia                                                   | 4:3     | Noruega                                 | Estadio Municipal, Albufeira |                           |
|                               | - Polkinghorne 13' - Logarzo 24' - Kerr 31' - Crummer 90+5' | Reporte | - Thorsnes 11', 61' (pen.) - Ultand 52' | Árbitra: Monika Mularczyk    | Árbitra: Monika Mularczyk |

| 2 de marzo, 15:00 (UTC±00) | Portugal | 0:0     | Australia | Estádio Algarve, Faro     |                           |
|                            |          | Reporte |           | Árbitra: Jonesia Kabakama | Árbitra: Jonesia Kabakama |

| 2 de marzo, 15:00 (UTC±00) | China | 0:2     | Noruega                  | VRS António, Vila Real de Santo António |                             |
|                            |       | Reporte | - Engen 25' - Mjelde 88' | Árbitra: Ekaterina Koroleva             | Árbitra: Ekaterina Koroleva |

| 5 de marzo, 19:00 (UTC±00) | Portugal                   | 2:0     | Noruega | Estádio Algarve, Faro     |                           |
|                            | - Neto 36' - Di. Silva 49' | Reporte |         | Árbitra: Monika Mularczyk | Árbitra: Monika Mularczyk |

| 5 de marzo, 19:00 (UTC±00) | Australia                  | 2:0     | China | Estadio Municipal, Albufeira |                          |
|                            | - Logarzo 51' - Kerr 90+1' | Reporte |       | Árbitra: Laura Fortunato     | Árbitra: Laura Fortunato |

### Group B
| Equipo        | Pts | PJ | PG | PE | PP | GF | GC | DG |
| ------------- | --- | -- | -- | -- | -- | -- | -- | -- |
| Suecia        | 7   | 3  | 2  | 1  | 0  | 7  | 2  | 5  |
| Canadá        | 6   | 3  | 2  | 0  | 1  | 5  | 3  | 2  |
| Corea del Sur | 4   | 3  | 1  | 1  | 1  | 4  | 5  | −1 |
| Rusia         | 0   | 3  | 0  | 0  | 3  | 1  | 7  | −6 |

| 28 de febrero, 15:00 (UTC±00) | Corea del Sur                                          | 3:1     | Rusia            | Estadio Municpal, Albufeira |                          |
|                               | - Lee Min-a 45' - Han Chae-rin 52' - Jung Seol-bin 77' | Reporte | Belomyttseva 17' | Árbitra: Laura Fortunato    | Árbitra: Laura Fortunato |

| 28 de febrero, 19:00 (UTC±00) | Canadá     | 1:3     | Suecia                                       | Estadio Bela Vista, Parchal |                        |
|                               | Beckie 46' | Reporte | - Larsson 43' - Rolfö 51' - Blackstenius 87' | Árbitra: Ledya Tafesse      | Árbitra: Ledya Tafesse |

| 2 de marzo, 19:00 (UTC±00) | Rusia | 0:1     | Canadá              | Estádio Algarve, Faro |                      |
|                            |       | Reporte | Sinclair 25' (pen.) | Árbitra: Sandra Braz  | Árbitra: Sandra Braz |

| 2 de marzo, 19:00 (UTC±00) | Suecia           | 1:1     | Corea del Sur | Estadio Bela Vista, Parchal |                            |
|                            | Blackstenius 20' | Reporte | Lee Min-a 33' | Árbitra: Salima Mukansanga  | Árbitra: Salima Mukansanga |

| 5 de marzo, 15:00 (UTC±00) | Suecia                          | 3:0     | Rusia | Estadio Bela Vista, Parchal |                          |
|                            | - Angeldal 31' - Rolfö 50', 61' | Reporte |       | Árbitra: Marianela Araya    | Árbitra: Marianela Araya |

| 5 de marzo, 15:00 (UTC±00) | Corea del Sur | 0:3     | Canadá                            | Estadio Municipal, Lagos |                         |
|                            |               | Reporte | - Sinclair 24', 79' - Fleming 73' | Árbitra: María Carvajal  | Árbitra: María Carvajal |

### Group C
| Equipo       | Pts | PJ | PG | PE | PP | GF | GC | DG |
| ------------ | --- | -- | -- | -- | -- | -- | -- | -- |
| Países Bajos | 7   | 3  | 2  | 1  | 0  | 9  | 4  | 5  |
| Japón        | 6   | 3  | 2  | 0  | 1  | 6  | 7  | −1 |
| Islandia     | 2   | 3  | 0  | 2  | 1  | 1  | 2  | −1 |
| Dinamarca    | 1   | 3  | 0  | 1  | 2  | 2  | 5  | −3 |

| 28 de febrero, 15:40 (UTC±00) | Japón                         | 2:6     | Países Bajos                                                                          | Estadio Bela Vista, Parchal     |                                 |
|                               | - Nakajima 38' - Iwabuchi 82' | Reporte | - Martens 4', 52' - Beerensteyn 8' - Worm 31' - Van de Sanden 35' - Van der Gragt 44' | Árbitra: Anastasia Pustovoitova | Árbitra: Anastasia Pustovoitova |

| 28 de febrero, 18:30 (UTC±00) | Dinamarca | 0:0     | Islandia | Estadio Municipal, Lagos |                         |
|                               |           | Reporte |          | Árbitra: Jeong Oh-hyeon  | Árbitra: Jeong Oh-hyeon |

| 2 de marzo, 15:25 (UTC±00) | Japón                       | 2:1     | Islandia         | Estadio Bela Vista, Parchal |                         |
|                            | - Sugasawa 15' - Utsugi 85' | Reporte | Eiríksdóttir 74' | Árbitra: María Carvajal     | Árbitra: María Carvajal |

| 2 de marzo, 18:30 (UTC±00) | Dinamarca                    | 2:3     | Países Bajos                                                       | VRS António, Vila Real de Santo António |                        |
|                            | - Harder 19' - Thøgersen 34' | Reporte | - Van den Goorbergh 31' - Martens 78' - Boye Sørensen 90+4' (o.g.) | Árbitra: Casey Reibelt                  | Árbitra: Casey Reibelt |

| 5 de marzo, 15:40 (UTC±00) | Japón                                  | 2:0     | Dinamarca | Estádio Algarve, Faro  |                        |
|                            | - Hasegawa 82' - Iwabuchi 90+3' (pen.) | Reporte |           | Árbitra: Ledya Tafesse | Árbitra: Ledya Tafesse |

| 5 de marzo, 15:40 (UTC±00) | Islandia | 0:0     | Países Bajos | Estadio Municipal, Albufeira |                         |
|                            |          | Reporte |              | Árbitra: Jeong Oh-hyeon      | Árbitra: Jeong Oh-hyeon |

### Clasificación final
Los equipos se agruparon de acuerdo a su posición final en cada grupo para determinar los partidos finales según el siguiente esquema:

#### Equipos en 1.º lugar
| Equipo       | Pts | PJ | PG | PE | PP | GF | GC | DG | Clasificación |
| ------------ | --- | -- | -- | -- | -- | -- | -- | -- | ------------- |
| Países Bajos | 7   | 3  | 2  | 1  | 0  | 9  | 4  | 5  | Final         |
| Suecia       | 7   | 3  | 2  | 1  | 0  | 7  | 2  | 5  | Final         |
| Australia    | 7   | 3  | 2  | 1  | 0  | 6  | 3  | 3  | 3.º puesto    |

#### Equipos en 2.º lugar
| Equipo   | Pts | PJ | PG | PE | PP | GF | GC | DG | Clasificación |
| -------- | --- | -- | -- | -- | -- | -- | -- | -- | ------------- |
| Portugal | 7   | 3  | 2  | 1  | 0  | 4  | 1  | 3  | 3.º puesto    |
| Canadá   | 6   | 3  | 2  | 0  | 1  | 5  | 3  | 2  | 5.º puesto    |
| Japón    | 6   | 3  | 2  | 0  | 1  | 6  | 7  | −1 | 5.º puesto    |

#### Equipos en 3.º lugar
| Equipo        | Pts | PJ | PG | PE | PP | GF | GC | DG | Clasificación |
| ------------- | --- | -- | -- | -- | -- | -- | -- | -- | ------------- |
| Corea del Sur | 4   | 3  | 1  | 1  | 1  | 4  | 5  | −1 | 7.º puesto    |
| Noruega       | 3   | 3  | 1  | 0  | 2  | 5  | 6  | −1 | 7.º puesto    |
| Islandia      | 2   | 3  | 0  | 2  | 1  | 1  | 2  | −1 | 9.º puesto    |

#### Equipos en 4.º lugar
| Equipo    | Pts | PJ | PG | PE | PP | GF | GC | DG | Clasificación |
| --------- | --- | -- | -- | -- | -- | -- | -- | -- | ------------- |
| Dinamarca | 1   | 3  | 0  | 1  | 2  | 2  | 5  | −3 | 9.º puesto    |
| China     | 0   | 3  | 0  | 0  | 3  | 1  | 6  | −5 | 11.º puesto   |
| Rusia     | 0   | 3  | 0  | 0  | 3  | 1  | 7  | −6 | 11.º puesto   |

## Fase final
- Los horarios corresponden a la Hora del Oeste Europeo (WET): UTC±00:00

### 11.º puesto
| 7 de marzo, 14:00 | China                              | 2:1     | Rusia         | VRS António, Vila Real de Santo António |                           |
|                   | - Liu Shanshan 53' - Song Duan 78' | Reporte | Shishkina 40' | Árbitra: Jonesia Kabakama               | Árbitra: Jonesia Kabakama |

### 9.º puesto
| 7 de marzo, 18:30 | Islandia                                                                       | 1:1 (5:4 p.)               | Dinamarca                                                           | VRS António, Vila Real de Santo António |                            |
|                   | Eiríksdóttir 70'                                                               | Reporte                    | Troelsgaard Nielsen 62'                                             | Árbitra: Salima Mukansanga              | Árbitra: Salima Mukansanga |
|                   |                                                                                | Tiros desde el punto penal |                                                                     |                                         |                            |
|                   | - Sigurðardóttir - Hönnudóttir - Kristjánsdóttir - Albertsdóttir - Hauksdóttir |                            | - Christiansen - Troelsgaard Nielsen - Holmgaard - Sørensen - Arnth |                                         |                            |

### 7.º puesto
| 7 de marzo, 18:30                                                                                 | Corea del Sur | Suspendido | Noruega | Estadio Municipal, Albufeira |                      |
|                                                                                                   |               | Reporte    |         | Árbitra: Sandra Braz         | Árbitra: Sandra Braz |
| El partido fue suspendido en el segundo tiempo debido al mal clima. El resultado parcial fue 0:0. |               |            |         |                              |                      |

### 5.º puesto
| 7 de marzo, 14:55 | Canadá                      | 2:0     | Japón | Estadio Bela Vista, Parchal |                        |
|                   | - Beckie 20' - Lawrence 50' | Reporte |       | Árbitra: Casey Reibelt      | Árbitra: Casey Reibelt |

### 3.º puesto
| 7 de marzo, 15:00 | Australia    | 1:2     | Portugal                | Estadio Municiapl, Albufeira |                             |
|                   | Cooper 45+3' | Reporte | - Gomes 38' - Malho 56' | Árbitra: Ekaterina Koroleva  | Árbitra: Ekaterina Koroleva |

### Final
| 7 de marzo, 18:30                          | Países Bajos | Suspendido | Suecia | Estadio Bela Vista, Parchal |  |
|                                            |              | Reporte    |        |                             |  |
| Se compartió el título entre ambos países. |              |            |        |                             |  |

| Campeones               | Campeones         |
| ----------------------- | ----------------- |
| Países Bajos 1.º título | Suecia 4.º título |